# 1661 az irodalomban
Az 1661. év az irodalomban.

## Új művek
- 1661 (vagy 1663) – Zrínyi Miklós megírja Az török áfium ellen való orvosság című munkáját, (nyomtatásban először csak 1705-ben jelent meg).
- La Fontaine Élégie aux nymphes de Vaux (Elégia Vaux nimfáihoz).
- Molière vígjátékai: a Férjek iskolája (L'École des maris) és a Kotnyelesek (Les Fâcheux) bemutatója Párizsban.